# シリアの連邦化
シリアの連邦化（シリアのれんぽうか、英語: federalization of Syria）は、シリア内戦終結を目指して提出されていた解決案の一つである。広義には、中央集権的な単一国家である従来のシリア・アラブ共和国を、自治権を持った行政組織の集合体である連邦共和国へと改革するというものである。シリア国家を連邦へと分割するという考え方は、ロシア、国際連合代表団、アメリカ、イスラエルを含む、シリア内戦に関与している様々な陣営から提案されてきた。一方でシリア大統領バッシャール・アル＝アサドは、そのような提案は多数派を占めるアラブ人が反対しているとして公式に拒否していた。またシリア近隣諸国も多くが連邦化構想に否定的であった（アラブ連盟、トルコを含む）。
連邦化する場合、その区分けは多かれ少なかれ民族的あるいは宗教的な領域を元にせざるを得ないため、反対派からは「国家の分割」「バルカン化」であると批判されていた。アサド政権と戦っている反体制派の大部分（シリア国民評議会、シリア国民連合を含む）も、一貫して連邦化構想に反対していた。一方で、クルド人陣営（ロジャヴァ）は積極的に賛意を示していた。エジプトに拠点を置く反体制派シリアの明日運動は、中立的な立場をとっていた。

## シリア内戦中の展開
2016年3月17日、北部及び東部シリア自治行政区（ロジャヴァ）はスイスのカントン制をモデルとした連邦制の導入を宣言し、支配地域をエフリン州、ジズィレ州、コバニ州、シェフバ州といった自治州へ区分した。最終的にはこうした連邦体制をシリア全土に広げるモデルとする、という構想もあった。しかしシリア政府はこれを拒否し、トルコやアメリカにも認められなかった。
2016年9月、アラブ連盟事務総長のアフマド・アブルゲイトは、インタビューでこの地域の政治家として初めて「シリアの連邦化」構想についての公式な意見を表明した。彼は、シリアに連邦制を樹立すれば「国家の機関と一体性の維持を保証でき」、それゆえに連邦制こそ「この国を崩壊から守る最も適切な解決法」であると述べた。
2016年10月、北シリアでロシアが連邦化にむけた呼びかけを展開していると報じられた。これはロジャヴァが設立した自治組織をシリア政府が承認することが核になっていたが、シリア政府に拒否された。
2017年1月にアスタナで開催された多国間和平会議の席で、ロシアが将来的なシリア新憲法の草案を提示した。その中核となるのが、「シリア・アラブ共和国」を「シリア共和国」に改め、分権的な政府組織と「連合地域」などのような連邦的な考えを取り入れ、大統領の権限を弱めて議会を強化し、イスラーム法学を法源から排除して世俗化を実現する、といたことであった。同月、イギリス外相ボリス・ジョンソンが、「シリアでデイトン型の協定を結び、連邦のような形も少々取り入れた解決法をもたらすことは（中略）たしかに結局のところ、これを前進させる正しい道、あるいは唯一の道なのかもしれない。」と発言した。

## フランス委任統治領時代の前例

フランス委任統治領シリアの地図（1921-22年）

フランス委任統治領時代、シリアは様々な自治構成体に分割され、その多くが「国」 (フランス語: État アラビア語: Dawlat)の名を冠していた。
- アラウィー派国（英語版）
- ジャズィーラ州（英語版）
- ジャバル・ドゥルーズ国（英語版） (初期はスワイダー国と呼称)
- アレッポ国
- ダマスカス国（英語版）
- 大レバノン国
- ハタイ国 (初期はアレキサンドレッタ地区（英語版）と呼称)
- シリア国

これらの自治行政区は、委任統治領が置かれる前に存在していたオスマン帝国領シリアの行政区画とは一致していなかった。1939年にフランスはハタイをトルコに割譲した。またレバノンは1945年に他のシリア地域から分離され独立した。